# 俄罗斯24
俄罗斯24（俄语：Россия 24）是全俄国家电视广播公司旗下的一个全天候播出的俄语新闻频道，该频道主要以俄罗斯人的视角报道俄罗斯和国际新闻。
该频道在乌克兰及摩尔多瓦被禁止收看。

## 历史
该频道于2006年7月1日在俄罗斯开始广播，在2008年2月7日在美国西海岸播出，在2008年5月19日在塞尔维亚播出，在2008年10月9日在吉尔吉斯斯坦西海岸播出。开播时名称为Vesti（俄语：Вести，意为“資訊”）。
2010年1月1日，因全俄国家电视广播公司所有公共频道进行更换台标和改版，并改名为俄罗斯24。